# آرمنیا ساگینیان-کاراپتیان
آرمنیا ساگینیان-کاراپتیان (ارمنی: Արմենիա Սագինեան-Կարապետեան؛ زادهٔ ۱۹۱۶ - درگذشته تاریخ نامعلوم) یک نویسنده و آموزگار ارمنی‌تبار اهل ایران بود.

## زندگی‌نامه
وی در ۱۹۱۶ در تهران به دنیا آمد و تحصیلات متوسطه در مدرسه فرانسوی ژاندارک تهران فراگرفت. اولین اثر وی در ۱۹۵۴ در روزنامه آلیک منتشر شد. از سال ۱۹۶۴ موسس و مدیر مدرسه ساندوخت بود. وی عضو اتحادیه نویسندگان ارمنی ایران بود.